# HD 83944
HD 83944, eller m Carinae, är en blåvit underjätte i stjärnbilden Kölen.
Stjärnan är en misstänkt variabel som har bolometrisk magnitud +4,42 och varierar i amplitud med 0,5 magnituder utan någon fastställd periodicitet.. Den är väl synlig vid normal seeing. Den befinner sig på ett avstånd av ungefär 490 ljusår.